# Eleonora Dorotea di Anhalt-Dessau
Eleonora Dorotea di Anhalt-Dessau (Dessau, 16 febbraio 1602 – Weimar, 26 dicembre 1664) fu una nobile dell'Anhalt-Dessau e duchessa dal 1626 di Sassonia-Weimar.

## Biografia
Era figlia di Giovanni Giorgio I di Anhalt-Dessau, principe di Anhalt-Dessau dal 1603 al 1618, e della seconda moglie Dorotea del Palatinato-Simmern.
Venne data in sposa a Guglielmo di Sassonia-Weimar, che era divenuto duca di Sassonia-Weimar alla morte del fratello maggiore Giovanni Ernesto nel 1625. Il matrimonio, che sancì l'unione tra le dinastie Ascania e Wettin, avvenne a Weimar il 23 maggio 1625 facendo acquisire a Eleonora il titolo di duchessa di Sassonia-Weimar, che le rimase fino al 1662, anno in cui rimase vedova.
Diede alla luce nove figli, tra cui l'erede al Ducato di Sassonia-Weimar e due duchi della Sassonia-Eisenach:
- Guglielmo (Weimar, 26 marzo 1626-Weimar, 1º novembre 1626);
- Giovanni Ernesto II di Sassonia-Weimar (Weimar, 11 settembre 1627-Weimar, 15 maggio 1683) che sposò Cristina Elisabetta di Schleswig-Holstein-Sonderburg;
- Giovanni Guglielmo (Weimar, 16 agosto 1630-Weimar, 16 maggio 1639);
- Adolfo Guglielmo di Sassonia-Eisenach (Weimar, 14 maggio 1632-Eisenach, 22 novembre 1668), che sposò Maria Elisabetta di Brunswick-Wolfenbüttel;
- Giovanni Giorgio di Sassonia-Marksuhl (Weimar, 12 luglio 1634-Eckhartshausen, 19 settembre 1686), che sposò Giovannetta di Sayn-Wittgenstein;
- Guglielmina Eleonora (Weimar, 7 giugno 1636-Weimar, 1º aprile 1653)
- Bernardo (Weimar, 14 ottobre 1638-Jena, 3 maggio 1678), che sposò Marie Charlotte de La Trémoille;
- Federico (Weimar, 19 marzo 1640-Weimar, 19 agosto 1656);
- Dorotea Maria (Weimar, 14 ottobre 1641-Moritzburg, 11 giugno 1675), che sposò Maurizio di Sassonia-Zeitz.

## Ascendenza
|                                                      |                                                   |                                              | Genitori                                          |  |  | Nonni |  |  | Bisnonni                                                                 |  |  | Trisnonni                             |  |
|                                                      |                                                   |                                              |                                                   |  |  |       |  |  | Giovanni IV, IV principe di Anhalt-Zerbst e co-principe di Anhalt-Dessau |  |  | Ernesto, co-principe di Anhalt-Dessau |  |
|                                                      |                                                   |                                              |                                                   |  |  |       |  |  | Giovanni IV, IV principe di Anhalt-Zerbst e co-principe di Anhalt-Dessau |  |  | Ernesto, co-principe di Anhalt-Dessau |  |
|                                                      |                                                   | Margherita di Münsterberg-Oels               |                                                   |  |  |       |  |  | Giovanni IV, IV principe di Anhalt-Zerbst e co-principe di Anhalt-Dessau |  |  |                                       |  |
| Gioacchino Ernesto, I principe di Anhalt             |                                                   |                                              |                                                   |  |  |       |  |  | Giovanni IV, IV principe di Anhalt-Zerbst e co-principe di Anhalt-Dessau |  |  |                                       |  |
|                                                      |                                                   | Margherita di Brandeburgo                    | Gioacchino I, XI principe elettore di Brandeburgo |  |  |       |  |  |                                                                          |  |  |                                       |  |
|                                                      |                                                   | Margherita di Brandeburgo                    | Gioacchino I, XI principe elettore di Brandeburgo |  |  |       |  |  |                                                                          |  |  |                                       |  |
|                                                      |                                                   | Margherita di Brandeburgo                    | Elisabetta di Danimarca                           |  |  |       |  |  |                                                                          |  |  |                                       |  |
| Giovanni Giorgio I, I principe di Anhalt-Dessau      |                                                   | Margherita di Brandeburgo                    |                                                   |  |  |       |  |  |                                                                          |  |  |                                       |  |
|                                                      |                                                   | Volfango I, IX conte di Barby-Mühlingen      | Burcardo VII, VII conte di Barby-Mühlingen        |  |  |       |  |  |                                                                          |  |  |                                       |  |
|                                                      |                                                   | Volfango I, IX conte di Barby-Mühlingen      | Burcardo VII, VII conte di Barby-Mühlingen        |  |  |       |  |  |                                                                          |  |  |                                       |  |
|                                                      |                                                   | Volfango I, IX conte di Barby-Mühlingen      | Maddalena di Meclemburgo-Stargard                 |  |  |       |  |  |                                                                          |  |  |                                       |  |
| Agnese di Barby-Mühlingen                            |                                                   | Volfango I, IX conte di Barby-Mühlingen      |                                                   |  |  |       |  |  |                                                                          |  |  |                                       |  |
|                                                      |                                                   | Agnese di Mansfeld                           | Gebardo VII di Mansfeld                           |  |  |       |  |  |                                                                          |  |  |                                       |  |
|                                                      |                                                   | Agnese di Mansfeld                           | Gebardo VII di Mansfeld                           |  |  |       |  |  |                                                                          |  |  |                                       |  |
|                                                      |                                                   | Agnese di Mansfeld                           | Margherita di Gleichen                            |  |  |       |  |  |                                                                          |  |  |                                       |  |
| Eleonora Dorotea di Anhalt-Dessau                    |                                                   | Agnese di Mansfeld                           |                                                   |  |  |       |  |  |                                                                          |  |  |                                       |  |
|                                                      | Federico III, XI principe elettore del Palatinato | Giovanni II, IV conte del Palatinato-Simmern |                                                   |  |  |       |  |  |                                                                          |  |  |                                       |  |
|                                                      | Federico III, XI principe elettore del Palatinato | Giovanni II, IV conte del Palatinato-Simmern |                                                   |  |  |       |  |  |                                                                          |  |  |                                       |  |
|                                                      | Federico III, XI principe elettore del Palatinato | Beatrice di Baden                            |                                                   |  |  |       |  |  |                                                                          |  |  |                                       |  |
| Giovanni Casimiro, I principe del Palatinato-Lautern | Federico III, XI principe elettore del Palatinato |                                              |                                                   |  |  |       |  |  |                                                                          |  |  |                                       |  |
|                                                      |                                                   | Maria di Brandeburgo-Kulmbach                | Casimiro, VIII margravio di Brandeburgo-Bayreuth  |  |  |       |  |  |                                                                          |  |  |                                       |  |
|                                                      |                                                   | Maria di Brandeburgo-Kulmbach                | Casimiro, VIII margravio di Brandeburgo-Bayreuth  |  |  |       |  |  |                                                                          |  |  |                                       |  |
|                                                      |                                                   | Maria di Brandeburgo-Kulmbach                | Susanna di Baviera                                |  |  |       |  |  |                                                                          |  |  |                                       |  |
| Dorotea del Palatinato-Simmern                       |                                                   | Maria di Brandeburgo-Kulmbach                |                                                   |  |  |       |  |  |                                                                          |  |  |                                       |  |
|                                                      |                                                   | Augusto, XIII principe elettore di Sassonia  | Enrico IV, X duca di Sassonia                     |  |  |       |  |  |                                                                          |  |  |                                       |  |
|                                                      |                                                   | Augusto, XIII principe elettore di Sassonia  | Enrico IV, X duca di Sassonia                     |  |  |       |  |  |                                                                          |  |  |                                       |  |
|                                                      |                                                   | Augusto, XIII principe elettore di Sassonia  | Caterina di Meclemburgo-Schwerin                  |  |  |       |  |  |                                                                          |  |  |                                       |  |
| Elisabetta di Sassonia                               |                                                   | Augusto, XIII principe elettore di Sassonia  |                                                   |  |  |       |  |  |                                                                          |  |  |                                       |  |
|                                                      |                                                   | Anna di Danimarca                            | Cristiano III, re di Danimarca                    |  |  |       |  |  |                                                                          |  |  |                                       |  |
|                                                      |                                                   | Anna di Danimarca                            | Cristiano III, re di Danimarca                    |  |  |       |  |  |                                                                          |  |  |                                       |  |
|                                                      |                                                   | Anna di Danimarca                            | Dorotea di Sassonia-Lauenburg                     |  |  |       |  |  |                                                                          |  |  |                                       |  |
|                                                      |                                                   | Anna di Danimarca                            |                                                   |  |  |       |  |  |                                                                          |  |  |                                       |  |